# Robert Engels
Pour les articles homonymes, voir Robert Engels (illustrateur) et Engels (homonymie).
Robert Engels est un scénariste et producteur américain, né en 1949, principalement connu pour son travail avec David Lynch et Mark Frost. Il enseigne par ailleurs à l'Université d'État de Californie à Fullerton.

## Filmographie

### Cinéma

#### Scénariste
- 1992 : Twin Peaks: Fire Walk with Me

### Télévision

#### Scénariste
- 1987 : Un flic dans la mafia
- 1990-1991 : Twin Peaks (10 épisodes)
- 1992 : On the Air (3 épisodes)
- 1993 : Les Anges de la ville (1 épisode)
- 1994 : SeaQuest, police des mers (2 épisodes)
- 2001 : Murder in Small Town X (en)
- 2001 : Matthew Blackheart: Monster Smasher
- 2002-2005 : Andromeda (8 épisodes)

#### Producteur
- 1990-1991 : Twin Peaks (16 épisodes)
- 1992 : On the Air (6 épisodes)
- 1993 : SeaQuest, police des mers (1 épisode)
- 1999 : Good Versus Evil (1 épisode)
- 2002-2005 : Andromeda (66 épisodes)

#### Acteur
- 1993-1994 : SeaQuest, police des mers (3 épisodes)

#### Consultant
- 1990 : Twin Peaks (6 épisodes)
- 1996 : Les Aventures de Sinbad

## Distinctions

### Nominations
- Saturn Award :
  - Saturn Award du meilleur scénario 1993 (Twin Peaks: Fire Walk with Me)